# Llista de topònims de Sant Esteve del Monestir
Llista de topònims (noms propis de lloc) de Sant Esteve del Monestir (Rosselló).
Informació actualitzada per un bot. Els canvis manuals es perdran quan s'actualitzi!

## església
| imatge | Nom                                                    | Ubicat a                 | instància de | Detalls | coordenades                                                                       | Protecció | Commons (més fotos)                          | Dades a WD                    |
| ------ | ------------------------------------------------------ | ------------------------ | ------------ | ------- | --------------------------------------------------------------------------------- | --------- | -------------------------------------------- | ----------------------------- |
|        | Nostra Senyora del Cenacle de Sant Esteve del Monestir | Sant Esteve del Monestir | església     |         | 42° 42′ 58″ N, 2° 50′ 27″ E / 42.71616667°N,2.84088889°E 57.9 msnm                |           | Église Notre-Dame-du-Cénacle de Saint-Estève | Modifica les dades a Wikidata |
|        | Sant Mamet de Sant Esteve del Monestir                 | Sant Esteve del Monestir | església     |         | 42° 42′ 36″ N, 2° 51′ 27″ E / 42.710045°N,2.857612°E Catalunya del Nord 35.5 msnm |           | Église Saint-Mamet de Saint-Estève           | Modifica les dades a Wikidata |

## Misc
| imatge | Nom                                         | Ubicat a                 | instància de                          | Detalls                                                   | coordenades | Protecció | Commons (més fotos)       | Dades a WD                    |
| ------ | ------------------------------------------- | ------------------------ | ------------------------------------- | --------------------------------------------------------- | --- | --------- | ------------------------- | ----------------------------- |
|        | Sant Esteve d'Agusà                         | Sant Esteve del Monestir | abadia església                       | Estil: arquitectura romànica Dedicat a: Esteve màrtir     | 42° 42′ 29″ N, 2° 50′ 43″ E / 42.708092°N,2.845298°E Catalunya del Nord 41.4 msnm                               |           | Église de Saint-Estève    | Modifica les dades a Wikidata |
|        | Santa Bernadeta de Sant Esteve del Monestir | Sant Esteve del Monestir | edifici                               |                                                           | 42° 42′ 58″ N, 2° 50′ 27″ E / 42.71616667°N,2.84088889°E 57.9 msnm                                              |           |                           | Modifica les dades a Wikidata |
|        | Tet                                         | Pirineus Orientals       | riu                                   | Desemboca: mar Mediterrània Llarg: 115.8km Conca: 1369km² | 42° 42′ 48″ N, 3° 02′ 23″ E / 42.713333333333°N,3.0397222222222°E                                               |           | Têt                       | Modifica les dades a Wikidata |
|        | carrer de París                             | Sant Esteve del Monestir | carrer                                | Anomenat per: París                                       | 42° 42′ 24″ N, 2° 51′ 02″ E / 42.706609°N,2.850442°E                                                            |           |                           | Modifica les dades a Wikidata |
|        | casa de la vila de Sant Esteve del Monestir | Sant Esteve del Monestir | instal·lació Ús: seu del govern local |                                                           | 42° 42′ 28″ N, 2° 50′ 46″ E / 42.7077481586205°N,2.84623413361584°E fr:RUE DE LA REPUBLIQUE, 66240 SAINT-ESTEVE |           | Town hall of Saint-Estève | Modifica les dades a Wikidata |
|        | cementiri de Sant Esteve del Monestir       | Sant Esteve del Monestir | cementiri                             |                                                           | 42° 42′ 33″ N, 2° 50′ 56″ E / 42.7092°N,2.8488°E                                                                |           |                           | Modifica les dades a Wikidata |
|        | estadi municipal                            | Sant Esteve del Monestir | estadi instal·lació esportiva         | 1967                                                      | 42° 42′ 34″ N, 2° 50′ 35″ E / 42.7095°N,2.84302°E fr:RUE JOLIOT-CURIE 66240 Saint-Estève                        |           |                           | Modifica les dades a Wikidata |